# Christian Rasp
Christian Rasp (født 29. september 1989) er en tysk bobslædefører.
Han repræsenterede Tyskland under de olympiske vinterlege 2018 i Pyeongchang, hvor han blev nummer 8 i firer-bob.
Under Vinter-OL 2022 i Beijing, tog han sølv i firer-bob.